# Театр теней

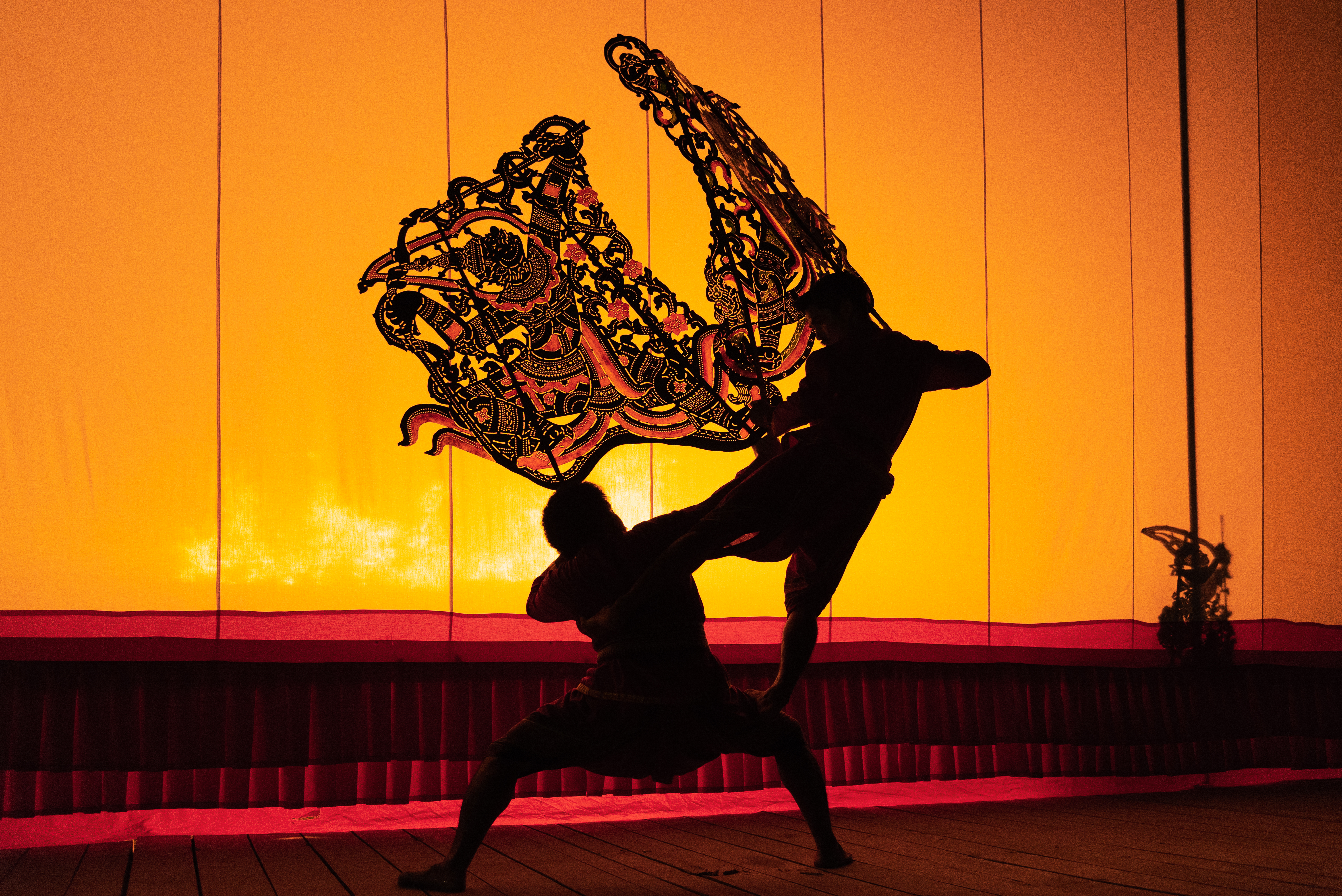
Представление театра теней в Таиланде

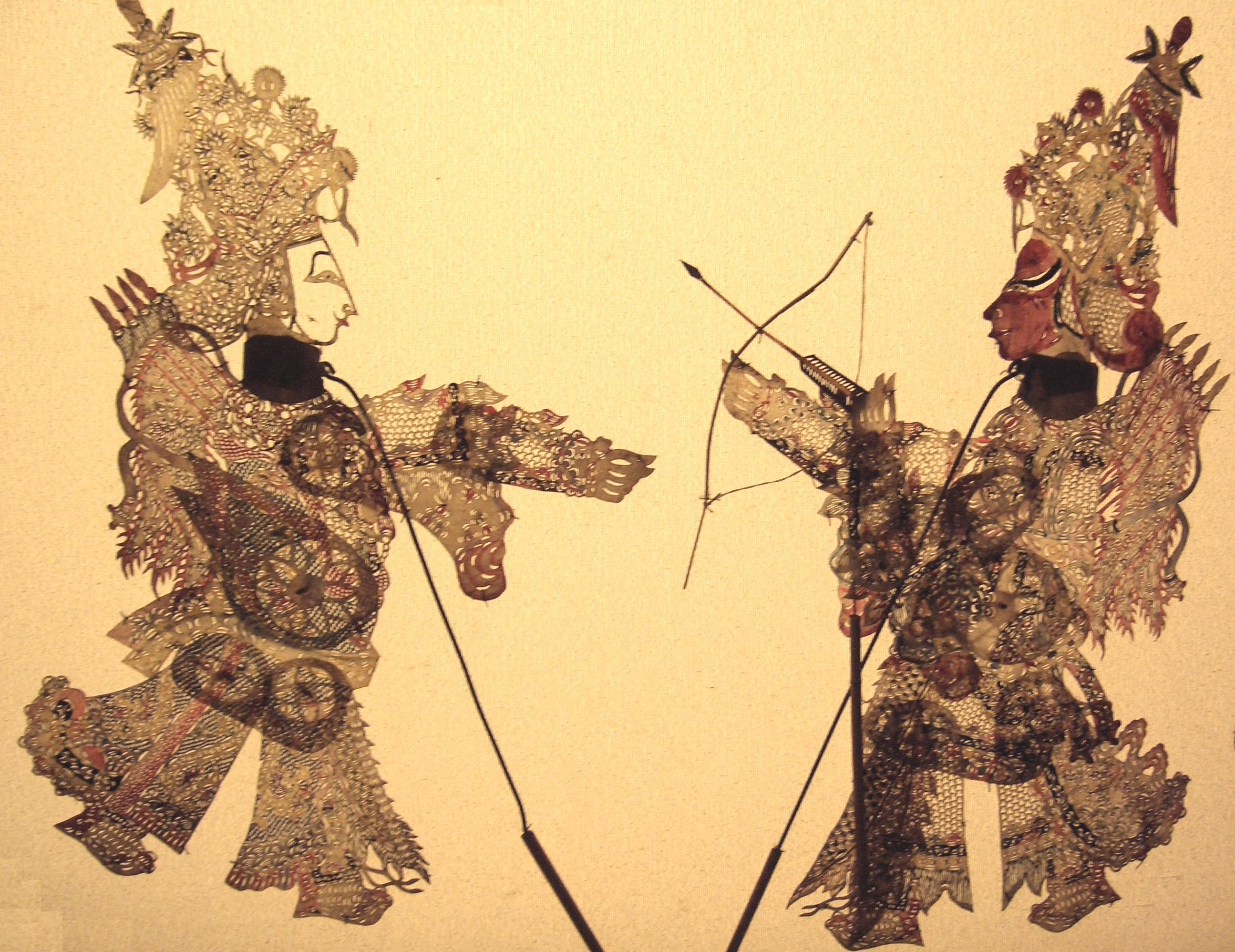
Куклы китайского театра теней

Теа́тр тене́й — форма сценического визуального искусства, зародившаяся в Китае свыше 1700 лет назад.
Театр теней использует большой полупрозрачный экран и плоские марионетки, управляемые на тонких палочках. Марионетки прислоняются к экрану сзади и становятся видны.
Специфика театра, его эстетика и тема варьируются в зависимости от традиций.
Марионетки традиционно изготовлялись из тонкой прозрачной кожи (к примеру, козлиной, верблюжьей), бумаги или картона. Могут быть как твёрдыми и целостными, так и гнущимися, состоящими из отдельных частей, возможно, подвижно соединённых. Фигурки управлялись с помощью бамбуковых, деревянных или металлических палочек.
Ко второму тысячелетию, театр теней был очень распространён в Китае и Индии. С войсками Чингиз-хана распространился также в других регионах Азии. Наивысшей формы в Турции достиг в XVI ст., был популярен в Османской империи. В 1767 году, из Китая техника театра теней была привезена на родину французским миссионером Жюлем Алодом. В 1776 году она стала известна в Великобритании. Немецкий поэт Гёте проявлял интерес к этому искусству, а в 1774 году сам устроил его представление. Одним из самых известных и влиятельных в Китае и в XXI веке остаётся таншаньский театр теней. В Чэнду есть музей театра теней (кит. упр. 成都中国皮影博物馆).
Сегодня среди коллекционеров ценятся ажурно изготовленные кожаные марионетки, а самому театру теней, в классическом виде, грозит исчезновение.
В середине 2000-х зародилось новое течение театра теней, в котором вместо марионеток танцоры, используя свою гибкость и пластику, создают перформансы пользуясь, в первую очередь, своим телом. К концу десятилетия течение приобрело большую популярность и во многих странах мира начали зарождаться свои театры теней.

## Пьесы
- Принцесса на горошине (спектакль)